# Починок-1 (Смоленская область)
Починок-1— деревня  в  Смоленской области России,  в Духовщинском районе. Население — 2 жителя  (2007 год). Расположена в северной части области  в 25  км к северу от Духовщины, между железнодорожной веткой Смоленск – Озёрный и автодорогой Р136 Смоленск — Нелидово. Восточнее деревни находится исток реки Вотря.
Входит в состав Береснёвского сельского поселения.

## История
До XX века вновь образованные сельские поселения называли Починками, отсюда и пошло название деревни.